# Neurolyga hastagera
Neurolyga hastagera is een muggensoort uit de familie van de galmuggen (Cecidomyiidae). De wetenschappelijke naam van de soort is voor het eerst geldig gepubliceerd in 1982 door Mamaev & Rozhnova.